# Arboretum Lussich
Arboretum Lussich je botanički vrt koji se nalazi u departmanu Maldonado u Urugvaju nedaleko naselja Punta del Este i Punta Ballene.

## Povijest
Antonio Lussich, urugvajski mornar hrvatskog podrijetla je 5. listopada 1896. godine kupio zemljište veličine 1800 hektara, koje se prostiralo od "Arroyo el Potrero" do "Sierra de la Ballena" i od Rio de la Plata do Lagune del Sauce, tlo koje je u to vrijeme bilo samo pjeskovito i stjenovito. Sljedeće godine je Lussich započeo pošumljavati ovo zemljište, želeći zaustaviti jake vjetrove koji su dolazili s oceana, a kasnije kada šuma narastu, želio je da ptice u njoj obitavaju .
Zahvaljujući kontaktima koje je Lussich imao s morskom tvrtkom, koja je imala kontakte diljem svijeta, uspijeva nabaviti sjemena s nekoliko kontinenata. Kupio je sjemena, biljke i drveća iz cijelog svijeta i zasadio ih oko svoje kuće. Prva zasađena stabla bila su: Tamarix, morski borovi, Eucalyptus i Acacia longifolia, da bi odoljevala jakom vjetru i pijesku.
U prosincu 1979., 182 hektara su donirana departmanu Maldonado i otvorena su za javnost. Arboretum Lussich je jedan od najvažnijih šumskih rezervata u svijetu.

## Vrste
U arboretumu Lussich nalazi se više od 400 egzotičnih i oko 70 urugvajskih vrsta.
Među velikim brojem različitih vrsta drveća najznačajnije su:
- Abies, 6 vrsta.
- Acacia, 8 vrsta.
- Cupressus, 9 vrsta.
- Eucalyptus, 45 vrsta.
- Juniperus, 10 vrsta.
- Borovi, 20 vrsta.
- Quercus, 16 vrsta.
- Tuja, 4 vrste.